# Semmelink

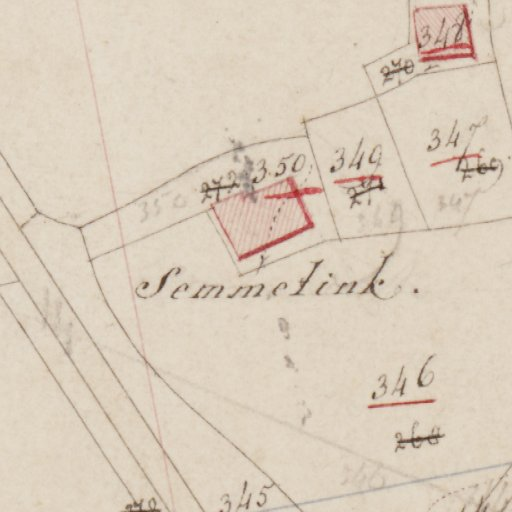
Het goed "Semmelink" te IJzevoorde

Semmelink is een Nederlandse familienaam. De naam heeft zijn oorsprong in het Graafschap Zutphen. De oudst bekende vermelding van de naam stamt uit 1570. Het is in dat jaar dat een zekere Willem Semmelink, ook genoemd Willem van Varssefelt, een huis koopt in Zutphen.
Het Meertens Instituut heeft de familienaam "Semmelink" gecategoriseerd als adresnaam. Dit betekent dat de naam is afgeleid van een toponiem. Het is zodoende aannemelijk dat de familienaam een relatie heeft met het goed "Semmelink" te IJzevoorde. Dit heeft gelegen in de Doetinchemse wijk Overstegen. De opstallen van het goed zijn naar alle waarschijnlijkheid gesloopt voor de bouw van woningen aan de Swammerdam- en Lorentzlaan.

## Bekende mensen met de achternaam Semmelink
- Bernardus Semmelink (1809-1866), Onderwijzer
- Derk Semmelink (1855-1899), Architect
- Herman Bernard Semmelink (1868-1930), Vrouwenarts
- Jan Semmelink (1837-1912), Officier van Gezondheid in het Oost-Indisch Leger
- Jan Zemmelink (1800-1829), Onderwijzer
- Jan Herman Semmelink (1888-1974), Kerkelijk Hoogleraar te Groningen
- John Semmelink (1938-1959), Canadees skiër

## Straatnamen
De familienaam is verbonden aan twee straten:
- Lutten: Semmelinksdijk
- Nijmegen: Semmelinkstraat (zie Derk Semmelink)

## Diersoorten
Drie diersoorten dragen de naam Semmelink (alle drie zijn ze vernoemd naar Jan Semmelink):
- De Oliva semmelinki, een soort zeeslak behorende bij de Olividae
- De Palaemon semmelinki, een soort garnaal behorende bij de Palaemonidae
- De Crocidura semmelinki, een soort spitsmuis